# Burria longixipha
Burria longixipha är en insektsart som beskrevs av Brunner von Wattenwyl 1900. Burria longixipha ingår i släktet Burria och familjen Diapheromeridae. Inga underarter finns listade.